# Pierino Gabetti
Pierino Gabetti (* 22. Mai 1904 in Sestri Ponente, Genua; † 28. Februar 1971) war ein italienischer Gewichtheber. Er wurde 1924 Olympiasieger im Federgewicht und gewann bei den Olympischen Spielen 1928 eine Silbermedaille in der gleichen Gewichtsklasse.

## Werdegang
Pierino Gabetti begann als Jugendlicher beim Sportclub US Sestri Ponente mit dem Gewichtheben. Später wechselte er zum Sportclub Gimnastica Sampierdranese Genua. 1924 qualifizierte er sich im Alter von 20 Jahren für die Teilnahme an den Olympischen Spielen in Paris. Er startete im Federgewicht und kam in dem dort ausgetragenen Fünfkampf, der aus einarmigem Reißen und einarmigem Stoßen, beidarmigem Reißen, beidarmigem Drücken und beidarmigem Stoßen bestand, mit einer Gesamtleistung von 402,5 kg zu einem überlegenen Sieg. Der Zweitplatzierte Österreicher Andreas Stadler erzielte 385 kg.
In den Jahren 1925 bis 1927 fanden keine Welt- und keine Europameisterschaften statt. Perino Gabetti war aber auch in diesen Jahren in guter Form und stellte 1927 zwei Weltrekorde im beidarmigen Reißen des Federgewichts auf. Am 10. April 1927 riss er in Mailand 90 kg und am 20. Juni 1927, wieder in Mailand, 92,5 kg.
Bei den Olympischen Spielen 1928 in Amsterdam war er wieder im Teilnehmerfeld. In Amsterdam wurde erstmals der sog. olympische Dreikampf, bestehend aus beidarmigem Drücken, beidarmigem Reißen und beidarmigem Stoßen, ausgetragen. Pierino Gabetti erzielte in diesem Dreikampf 282,5 kg (80-90-112,5) und gewann damit hinter Franz Andrysek aus Österreich, der 287,5 kg erzielte, die Silbermedaille, weil er etwas leichter war als der Deutsche Hans Wölpert, der ebenfalls 282,5 kg erzielte.
1930 startete Pierino Gabetti bei der Europameisterschaft in München im Leichtgewicht. Er kam dort im olympischen Dreikampf auf 287,5 kg (82,5-90-115). Mit dieser Leistung erreichte er den 4. Platz.
1932 nahm er dann zum dritten Mal an Olympischen Spielen teil. In Los Angeles erreichte er im olympischen Dreikampf 300 kg (85-95-120) und verpasste damit mit dem 4. Platz nur knapp eine weitere Medaille.
Seinen letzten Start absolvierte Pierino Gabetti bei der Europameisterschaft 1934, die in Genua stattfand. Er war aber nicht mehr in der Form früherer Jahre und kam im Leichtgewicht mit einer Dreikampfleistung von 277 kg (77,5-90-110) nur auf den 5. Platz.
Pierino Gabetti wurde in seiner Laufbahn auch insgesamt siebenmal italienischer Meister im Feder- bzw. Leichtgewicht.

## Internationale Erfolge
| Jahr | Platz  | Wettbewerb        | Wettkampfart | Gewichtsklasse | Ergebnisse |
| 1924 | Gold   | OS in Paris       | FK           | Feder          | mit 402,5 kg (65-77,5-82,5-72,5-105), vor Andreas Stadler, Österreich, 385 kg und Arthur Reinmann, Schweiz, 382,5 kg |
| 1928 | Silber | OS in Amsterdam   | OD           | Feder          | mit 282,5 kg (89-90-112,5), hinter Franz Andrysek, Österreich, 287,5 kg und vor Hans Wölpert, Deutschland, 282,5 kg |
| 1930 | 4.     | EM in München     | OD           | Leicht         | mit 287,5 kg (82,5-90-115), hinter Hans Haas, Österreich, 317,5 kg (87,5-100-130), René Duverger, Frankreich, 300 kg (82,5-90-117,5) und Robert Fein, Österreich, 292,5 kg (87,5-90-115)                                                     |
| 1932 | 4.     | OS in Los Angeles | OD           | Leicht         | mit 300 kg (85-95-120), hinter René Duverger, 325 kg, Hans Haas, 307,5 kg und Gastone Pierini, Italien, 302,5 kg |
| 1934 | 5.     | EM in Genua       | OD           | Leicht         | mit 277,5 kg (77,5-90-110), hinter Robert Fein, 312,5 kg (97,5-92,5-122,5), René Duverger, 312,5 kg (92,5-97,5-122,5), Adolf Wagner (Gewichtheber), Deutschland, 295 kg (85-90-120) und Richard Süßdorf, Deutschland, 282,5 kg (77,5-90-115) |

Erläuterungen
- OS = Olympische Spiele, EM = Europameisterschaft
- Federgewicht, Gewichtsklasse bis 60 kg, Leichtgewicht, bis 67,5 kg Körpergewicht
- FK = Fünfkampf, OD = olympischer Dreikampf